# (14927) Satoshi
(14927) Satoshi est un astéroïde de la ceinture principale.

## Description
(14927) Satoshi est un astéroïde de la ceinture principale. Il fut découvert le 1er novembre 1994 à Kitami par Kin Endate et Kazuro Watanabe. Il présente une orbite caractérisée par un demi-grand axe de 2,25 UA, une excentricité de 0,19 et une inclinaison de 7,1° par rapport à l'écliptique.

## Compléments